# Ruta 745 (Costa Rica)
La Ruta 745, oficialmente Ruta Nacional Terciaria 745, es una ruta nacional de Costa Rica ubicada en las provincias de Alajuela y Heredia.

## Descripción
En la provincia de Alajuela, la ruta atraviesa el cantón de San Carlos (el distrito de  Pital), el cantón de Río Cuarto (los distritos de Santa Rita, Santa Isabel).
En la provincia de Heredia, la ruta atraviesa el cantón de Sarapiquí (los distritos de La Virgen, Cureña).